# Steven Lindsey
Steven Wayne „Steve“ Lindsey (* 24. August 1960 in Arcadia, Kalifornien) ist ein ehemaliger US-amerikanischer Astronaut.

## Ausbildung
Steve Lindsey hat seine Wurzeln im Süden des US-Bundesstaates Kalifornien: in Arcadia, unweit von Los Angeles geboren, wuchs er im Nachbarörtchen Temple City auf. Nach seinem Diplom 1978 an der Temple City High School studierte Lindsey in Colorado Springs (Colorado) an der United States Air Force Academy (USAFA), die er 1982 mit einem Bachelor in Ingenieurwissenschaften beendete.

## Militärlaufbahn
Lindsey trat nach dem Besuch der USAFA seinen aktiven Dienst in der US-Luftwaffe an und wurde zunächst auf der Reese Air Force Base in Texas zum Piloten ausgebildet. 1984 wurde er auf den Luftwaffenstützpunkt Bergstrom versetzt, der sich ebenfalls in Texas befindet, und war dem 12. taktischen Aufklärungsgeschwader zugeteilt gewesen. Hier diente er die nächsten drei Jahre als Ausbilder, bis er 1987 am Air Force Institute of Technology (AFIT), dessen Campus auf der Wright-Patterson Air Force Base in Ohio liegt, sein Studium fortsetzte. Sein letztes Uni-Jahr stellte eine besondere Herausforderung für Lindsey dar, weil er „nebenbei“ auch die United States Air Force Test Pilot School in Kalifornien besuchte. 1990 machte er dann sein Magisterdiplom zum Luftfahrtingenieur sowie sein Testpilotenexamen (mit Auszeichnung).
Anschließend wurde Lindsey nach Florida auf die Eglin Air Force Base zum 3247. Testgeschwader versetzt. Dort war er für die nächsten drei Jahre stellvertretender Leiter der Advanced Tactical Air Reconnaissance System Joint Test Force sowie Kommandeur einer F-16-Flugstaffel. Im Herbst 1993 besuchte er am Air Command and Staff College auf der Maxwell Air Force Base in Alabama einen zehnmonatigen Offizierslehrgang. Zurück auf der Luftwaffenbasis Eglin, zeichnete er bis zu seinem Wechsel zur NASA für die Waffenzulassung der Flugzeugmuster F-16 „Fighting Falcon“, F-111 „Aardvark“, A-10 „Thunderbolt II“ sowie F-117 „Nighthawk“ verantwortlich.

## Astronautentätigkeit
Steven Lindsey wurde als einer von zehn Pilotenanwärtern mit der 15. Astronautengruppe im Dezember 1994 ausgewählt. Aus insgesamt 2.962 Bewerbern, die den formalen Auswahlkriterien entsprachen, waren 121 Finalisten hervorgegangen. Diese wurden im Sommer 1994 ins Johnson Space Center (JSC) nach Houston in Texas zu Tests, Bewerbungsgesprächen und medizinischen Untersuchungen eingeladen. Die einjährige Grundausbildung begann die Astronautengruppe im März 1995.
Lindsey arbeitete nach seinem Basistraining an der Software der Shuttle-Hauptcomputer und war an der Entwicklung des „gläsernen Cockpits“ beteiligt. Das Multifunction Electronic Display Subsystem (MEDS), wie es die NASA nennt, ersetzt das aus den 1970er-Jahren stammende Cockpit der Raumfähren: die alten monochromen Bildschirme werden durch moderne Displays ersetzt, außerdem ist der Energieverbrauch geringer und einzelne Komponenten können bei Bedarf von den Astronauten während des Fluges ausgewechselt werden.
Am 14. Juli 2011 gab die NASA bekannt, dass Lindsey die NASA zum 15. Juli verlassen wird.

### STS-87
Mitte November 1996 wurde Lindsey als Pilot für seinen ersten Flug nominiert und nahm das Training für STS-87 auf. Es war ein Spacelab-Flug, der am 19. November 1997 begann und die Bezeichnung „United States Microgravity Payload 4“ trug. Dabei führten die beiden Missionsspezialisten Winston Scott und Takao Doi zwei Weltraumausstiege (EVAs) durch. Bei der ersten EVA fingen sie den zu Beginn des Fluges ausgesetzten Forschungssatelliten SPARTAN ein, der in ein unkontrolliertes Taumeln geraten war. Außerdem erprobte man erstmals die sogenannte AERCam, eine etwa 40 Zentimeter große Kugel, die mit einem Lageregelungs- und einem Kamerasystem ausgestattet, schwer zugängliche Strukturen erkunden kann. Scott ließ ihn aus der Nutzlastbucht schweben und Lindsey kontrollierte AERCam mittels Fernbedienung vom Cockpit aus.
Nach seinem ersten Flug ins All übernahm Lindsey ab Anfang 1998 die Schulung seiner Astronautenkollegen. Drei Monate lang lehrte er Landetechniken und zeigte, wo der optimale Aufsetzpunkt liegt oder wie das korrekte Ausrollen des Orbiter aussehen muss.

### STS-95
STS-95 war Lindseys zweiter Einsatz als Pilot. Das Training begann nach seiner Ernennung Mitte Februar 1998. Die 9-Tage-Mission, die am 29. Oktober 1998 begann, stellte den 25. Flug des Orbiters Discovery dar. Neben dem erneuten Einsatz des SPARTAN-Satelliten von STS-87, der im Jahr zuvor Probleme mit der Lageregelung zeigte, befand sich auch das Spacehab-Modul mit einer Reihe von Experimenten in der Ladebucht. Vor allem jedoch richtete sich die gesamte Aufmerksamkeit auf ein Besatzungsmitglied. Der erste Mensch der USA, der die Erde umkreist hat, der inzwischen 77-jährige Senator John Glenn, flog als Nutzlastspezialist mit. Er war im Februar 1962 mit „Friendship 7“ ins All gestartet und landete nach nur drei Erdumläufen wieder. Auf eigenen Wunsch wurde er für STS-95 rekrutiert, für flugtauglich befunden und absolvierte das gesamte Training mit der übrigen Crew.
Zu Beginn des Jahres 1999, im Anschluss an seine zweite Mission, war Lindsey Vizevorsitzender im sogenannten Space Shuttle Cockpit Council, der sich der Gestaltung und Funktion von Anzeigen, Schaltern und sonstigen Bedienelementen im Orbiter befasst.

### STS-104
Ende September 2000 bekam Steve Lindsey sein erstes eigenes Kommando übertragen. STS-104 war die zehnte Mission (ISS-7A) des Space Shuttles zur Internationalen Raumstation (ISS). Die Atlantis brachte im Juli 2001 die Luftschleuse Quest zur ISS, die während drei EVAs installiert wurde.
Danach arbeitete Lindsey als Verantwortlicher im Astronautenbüro für die ISS. In dieser Funktion koordinierte er das Training und die Einsätze seiner Kollegen, war Ansprechpartner für Zulieferunternehmen und ähnliches.
Sein zweiter Einsatz als Kommandant sollte STS-119 sein. Mitte Dezember 2002 gab die NASA bekannt, dass er zusammen mit Mark Kelly und den Missionspezialisten Carlos Noriega und Michael Gernhardt Anfang 2004 zur ISS fliegen werde. Neben drei weiteren Missionsspezialisten sollte eine frische dreiköpfige ISS-Besatzung an Bord sein. Die Crew sollte also zehn Personen umfassen, denn die abgelöste ISS-Wachmannschaft sollte mit Lindsey & Co. wieder zur Erde zurückkehren.

### STS-121
Ein halbes Jahr nach dem Columbia-Absturz wurde Lindsey im Dezember 2003 einer neuen Mission zugeteilt. Statt STS-119 sollte er jetzt STS-121 kommandieren. Dieser Flug war nach STS-107 zusätzlich ins Flug-Manifest aufgenommen worden. Da STS-119 viel später durchgeführt werden sollte, zu dem Zeitpunkt aber nicht so viele trainierte Astronauten zur Verfügung standen, wurde Lindsey umbesetzt. STS-121 wurde nach mehreren Verschiebungen im Juli 2006 durchgeführt. Hauptaufgaben waren einmal nachzuweisen, dass die nach STS-107 und STS-114 angegangenen Verbesserungen am Space Shuttle funktionieren und zum anderen, die ISS mit Gütern zu versorgen und deren zweiköpfige Besatzung durch Thomas Reiter zu verstärken. Damit arbeiten seit der ISS-Expedition 6 wieder drei Raumfahrer auf der Station. Außerdem führte die Shuttle-Crew drei Außenbordarbeiten durch, bevor der Flug nach zwei Wochen zu Ende ging.

### STS-133
Am 1. Oktober 2006 übernahm Lindsey das Amt des Chef-Astronauten der NASA.
Am 18. September 2009 wurde Lindsey als Kommandant für die Mission STS-133 zur ISS nominiert. Der Start fand am 24. Februar 2011 statt, die Landung am 9. März. Lindsey war damit der letzte Kommandant der Raumfähre Discovery.

## Ehrungen
Lindsey wurde 2015 in die Astronaut Hall of Fame aufgenommen.

## Privates
Lindsey, der von Oktober 2006 bis Oktober 2009 das Astronautenbüro der NASA leitete, ist verheiratet und hat drei Kinder.
Im Oktober 2009 trat Peggy Whitson das Amt des Chef-Astronauten der NASA an. Steven Lindsey bereitete sich ab diesem Zeitpunkt auf das Kommando der Shuttle-Mission STS-133 vor.